# Lista över figurer i Stålmannens universum
Denna artikel omfattar figurer i seriefiguren Stålmannens universum.

## Stålmannen
Stålmannen (vars riktiga namn är Kal-el) är den sista överlevande från planeten Krypton. Han skickades till jorden som ett barn och blev adopterad av Jonathan och Martha Kent som döpte honom till Clark Kent.

## Jimmy Olsen
Jimmy Olsen, James Bartholomew Olsen, är springpojke på The Daily Planet och jobbar tillsammans med Lois Lane och Clark Kent.

## Perry White
Perry White är chefredaktör för Daily Planet - den dagstidning där bland andra Clark Kent, Lois Lane och Jimmy Olsen arbetar.

## Stålflickan Kara Zor-El
Kara Zor-El är Stålmannens kusin från Krypton. Hon blev också skickad till jorden när Krypton exploderades när hon var tonåring och Stålmannen en bebis, men på grund av att hon stannade kvar i rymden skendöd så åldrades hon inte. När hon till slut hamnade på jorden, hade Stålmannen vuxit upp.

## Krypto
Stålmannens hund med samma krafter som sin husse.

## Jor-El
Jor-El är biologisk far till Stålmannen och dog när planeten Krypton sprängdes. Tack vare att han var den klokaste av alla invånare på Krypton kunde han se till att ett "ensamhetens fort" skapades på jorden till hans son, där hela Jor-Els personlighet finns lagrad och kan därför kommunicera med sin son Kal-El (Stålmannen). I filmen från 1978 spelas Jor-El av den amerikanske skådespelaren Marlon Brando.

## Lex Luthor
Lex Luthor är Stålmannens ärkefiende.

## Zod
(General) Zod är en superskurk som en gång planerade en ny ordning på planeten Krypton med sig själv som absolut härskare, men blev fängslad i fantomzonen av Jor-El. I såväl film som i TV-serien Smallville har han lyckats fly och vill hämnas via Jor-Els son Kal-El (Stålmannen).